# 浣熊屬
浣熊属（学名：Procyon）是食肉目浣熊科的一属，包括以下几种：
- 食蟹浣熊（Procyon cancrivorus）
- 浣熊（Procyon lotor）
  - †巴岛浣熊（Procyon lotor gloveralleni）
  - 特岛浣熊（Procyon lotor insularis）
  - 梅氏浣熊（Procyon lotor maynardi），也作瓜达卢浣熊
- 科苏梅尔浣熊（Procyon pygmaeus）